# 雄维尔-马洛蒙
雄维尔-马洛蒙（法語：Chonville-Malaumont，法語發音：[ʃɔ̃vil malomɔ̃]）是法国默兹省的一个市镇，位于该省南部，属于科梅尔西区。该市镇1973年由原市镇雄维尔（Chonville）和马洛蒙（Malaumont）合并而成。

## 地理
雄维尔-马洛蒙（48°45'2"N, 5°29'50"E）面积18.8 平方千米，位于法国大東部大區默兹省，该省份为法国西北部内陆省份，北与比利时接壤，西接马恩省和阿登省，南至上马恩省和孚日省，东临默尔特-摩泽尔省。
与雄维尔-马洛蒙接壤的市镇（或旧市镇、城区）包括：科梅尔西、埃尔讷维尔欧布瓦、桑皮尼附近格里莫库尔、莱鲁维尔、艾尔河畔圣欧班、索尔沃、瓦东维尔。

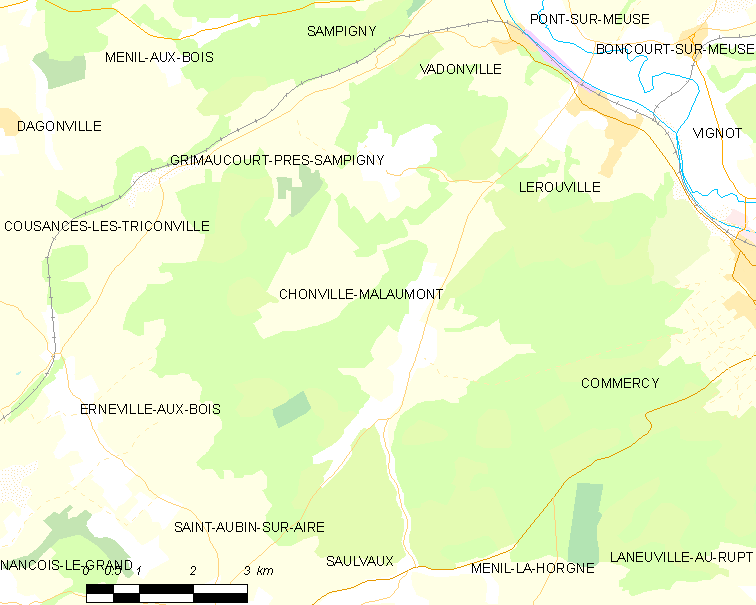
雄维尔-马洛蒙的OSM定位图

雄维尔-马洛蒙的时区为UTC+01:00、UTC+02:00（夏令时）。

## 行政
雄维尔-马洛蒙的邮政编码为55200，INSEE市镇编码为55114。

## 政治
雄维尔-马洛蒙所属的省级选区为科梅尔西县。

## 人口

1962-2008年间雄维尔-马洛蒙人口变化图示

雄维尔-马洛蒙于2022年1月1日时的人口数量为204人。